# Kroměříž (distrikt)
Kroměříž (tjeckiska: okres Kroměříž) är ett distrikt i Tjeckien. Det ligger i regionen Zlín, i den östra delen av landet, 240 km öster om huvudstaden Prag. Antalet invånare är 107 816. Arean är 796 kvadratkilometer. Distriktet Kroměříž gränsar till Vyškov, Hodonín och Uherské Hradiště. 
Terrängen i distriktet Kroměříž är kuperad åt sydost, men åt nordväst är den platt.
Distriktet Kroměříž delas in i:
- Brusné
- Zahnašovice
- Kroměříž
- Zborovice
- Zdounky
- Martinice
- Koryčany
- Zlobice
- Zástřizly
- Záříčí
- Loukov
- Prasklice
- Střílky
- Šelešovice
- Žalkovice
- Troubky-Zdislavice
- Hulín
- Osíčko
- Podhradní Lhota
- Cetechovice
- Roštín
- Kunkovice
- Přílepy
- Břest
- Rataje
- Kostelany
- Prusinovice
- Slavkov pod Hostýnem
- Bařice-Velké Těšany
- Bezměrov
- Blazice
- Bořenovice
- Horní Lapač
- Karolín
- Bystřice pod Hostýnem
- Vrbka
- Pačlavice
- Holešov
- Střížovice
- Třebětice
- Míškovice
- Chropyně
- Sulimov
- Komárno
- Chomýž
- Chvalnov-Lísky
- Chvalčov
- Dřínov
- Ludslavice
- Němčice
- Nítkovice
- Lutopecny
- Honětice
- Hoštice
- Kyselovice
- Jankovice
- Jarohněvice
- Rajnochovice
- Kostelec u Holešova
- Lubná
- Počenice-Tetětice
- Vítonice
- Lechotice
- Kurovice
- Nová Dědina
- Pacetluky
- Věžky
- Soběsuky
- Uhřice
- Skaštice
- Kvasice
- Litenčice
- Morkovice-Slížany
- Mrlínek
- Roštění
- Rusava
- Žeranovice
- Pravčice
- Rymice

Följande samhällen finns i distriktet Kroměříž:
- Kroměříž
- Zlobice
- Bojanovice